# Гарматій Володимир Ярославович
Володимир Ярославович Гарматій (17 травня 1967) — український футболіст, що грав на позиції захисника. Відомий за виступами насамперед у складі клубу «Калуш» у другій українській лізі, за який він зіграв понад 130 матчів (з урахуванням кубкових матчів).

## Клубна кар'єра
Володимир Гарматій розпочав виступи в командах майстрів у 1989 році в команді другої ліги СРСР «Прикарпаття» з Івано-Франківська, в якій зіграв 2 матчі. З 1992 року Гарматій грав у складі аматорської команди «Хімік» з Калуша, яка з 1995 року розпочала грати в другій українській лізі вже під назвою «Калуш». У першому ж сезоні в професійній лізі Володимир Гарматій став одним із кращих бомбардирів команди, відзначившись 6 забитими м'ячами. У подальшому Гарматій і надалі був одним із основних гравців захисту команди, й до кінця 1999 року зіграв у складі калуської команди 121 матч чемпіонаті, ще 8 матчів зіграв у Кубку України. На початку 2000 року футболіст перейшов до складу іншої команди другої ліги «Кремінь» з Кременчука, проте вже за півроку повернувся до складу «Калуша», в якому грав до кінця сезону 2000—2001 років, після чого завершив виступи в професійних командах. По завершенні виступів на професійному рівні Володимир Гарматій тривалий час грав у складі футбольних та футзальних ветеранських командах.